# MLBPA Baseball
 (juillet 2019).
Si vous disposez d'ouvrages ou d'articles de référence ou si vous connaissez des sites web de qualité traitant du thème abordé ici, merci de compléter l'article en donnant les références utiles à sa vérifiabilité et en les liant à la section « Notes et références ».
MLBPA Baseball (Fighting Baseball au Japon) est un jeu vidéo de baseball sorti en 1994 sur Mega Drive et Super Nintendo. Le jeu a été développé par High Score Productions et édité par Electronic Arts.